# Jacarepagua-Roberto Marinho Airport
Jacarepagua-Roberto Marinho Airport (portugisiska: Aeroporto de Jacarepagua, engelska: Jacarepaguá Airport, portugisiska: Aeroporto de Jacarepaguá–Roberto Marinho) är en flygplats i Brasilien.   Den ligger i kommunen Rio de Janeiro och delstaten Rio de Janeiro, i den sydöstra delen av landet, 900 km sydost om huvudstaden Brasília. Jacarepagua-Roberto Marinho Airport ligger 2 meter över havet. Den ligger vid sjöarna  Lagoa da Tijuca och Lagoa de Jacarepaguá.
Terrängen runt Jacarepagua-Roberto Marinho Airport är kuperad norrut, men söderut är den platt. Havet är nära Jacarepagua-Roberto Marinho Airport söderut.Trakten är tätbefolkad. Närmaste större samhälle är Rio de Janeiro, 19,1 km nordost om Jacarepagua-Roberto Marinho Airport. 